# Komodo (Hard Nights)
Komodo (Hard Nights) ist ein Lied des deutschen Dance-Projekts R.I.O. Es wurde am 27. September 2013 als Single und Download veröffentlicht. Als Stimme für diesen Song holten die Gründer des Projekts sich den US-amerikanischen Sänger U-Jean, der bereits viele weitere Tracks des Dance-Projekts sang, ins Studio. Er basiert auf dem gleichnamigen Lied von Mauro Picotto. Vorgestellt wurde der Titel erstmals auf der Kontor Top of the Clubs Vol. 60. Ein paar Wochen später erschienen auf verschiedenen Samplern eine Instrumental-Version des Liedes, unter dem Titel Komodo, die unter anderem den Club-Erfolg steigen sollte.

## Musikvideo
Das offizielle Musikvideo wurde einen Tag nach der Veröffentlichung, somit am 28. September 2013 auf dem offiziellen YouTube-Kanal hochgeladen. Es beginnt mit U-Jean der im Studio steht und das Intro des Songs singt. Daraufhin ist er an einem Flughafen zu sehen. Er steigt in das Flugzeug ein und klappt seinen Laptop auf. Zum Instrumentalpart und Drop hin werden verschiedene Szenen von Live-Auftritten und Studio-Arbeiten gezeigt. In einer weiteren Szene sieht man U-Jean an einem Bahnhof in eine U-Bahn steigen. Ebenfalls wird gezeigt wie er am Basketball spielen ist und BMX-Radlern auf einer Skaterbahn zusieht. Zum Ende werden Fans gezeigt denen U-Jean Autogramme gibt und er zum letzten Satz It’s All Because of You in die Kamera deutet. Bereits nach wenigen Stunden wurde das Musikvideo mehrere tausend Mal angeklickt.

## Mitwirkende
Der Track wurde von Yanou, Manian, Andres Ballinas und U-Jean geschrieben und komponiert. Zu nennen sind auch Gianfranco Bortolott, Mauro Picotto, Andrea Remondini, Riccardo Ferri, Peter Pritchard, die Komponisten und Texter des Originals sind. Der Song wurde von Yanou und Manian produziert und wurde über ihr eigenes Label Zooland Records und das Dance-Label Kontor Records veröffentlicht. Das Stück wurde von U-Jean gesungen und enthält Synthesizerelemente, die von Manian und Yanou stammen.

## Chartplatzierungen
| ChartsChartplatzierungen | Höchstplatzierung | Wochen |
| ------------------------ | ----------------- | ------ |
| Deutschland (GfK)        | 58 (3 Wo.)        | 3      |
| Österreich (Ö3)          | 45 (2 Wo.)        | 2      |
| Schweiz (IFPI)           | 45 (1 Wo.)        | 1      |

## Versionen und Remixe
| #  | Version / Remix     | Länge |
| -- | ------------------- | ----- |
| 2. | Radio Edit          | 3:17  |
| 1. | Video Edit          | 3:31  |
| 3. | Extended Mix        | 5:03  |
| 4. | Crew Cardinal Remix | 4:30  |